# Calcidíneos
Calcidíneos (Chalcidinae) é uma subfamília de vespas parasitoides pertencente à superfamília Chalcidoidea.

## Taxonomia
Os Chalcidinae englobam os seguintes gêneros:
- Chalcis Fabricius, 1787
- Conura Spinola, 1837
- Corumbichalcis Delvare, 1992
- Hovachalcis Steffan, 1949
- Melanosmicra Ashmead, 1904
- Pilismicra Bouček, 1992
- Stenosmicra Bouček & Delvare, 1992